# 羰基硒
羰基硒是一种无机物，化学式为COSe，又称氧硒化碳、硒化羰。在低温下是有腐臭味的无色液体，其气味也有被描述为有硒化氢特征的气味。

## 制备
羰基硒可由硒化铝和光气在210℃下反应得到，产率较低。
Al2Se3 + 3 COCl2 → 2 AlCl3 + 3 COSe
另一方法是用一氧化碳和硒直接作用得到，反应温度780℃，但产率仅有10%。